# Moškrin
Moškrin je naselje v Občini Škofja Loka.